# شهرستان تریگ (کنتاکی)
شهرستان تریگ، کنتاکی (به انگلیسی: Trigg County, Kentucky) یک سکونتگاه مسکونی در ایالات متحده آمریکا است که در کنتاکی واقع شده‌است.